# Hōjō Takatoki
Hōjō Takatoki (北条高時?   1303-1333) fue el décimo cuarto shikken o regente del clan Hōjō en la historia del shogunato Kamakura y de Japón.

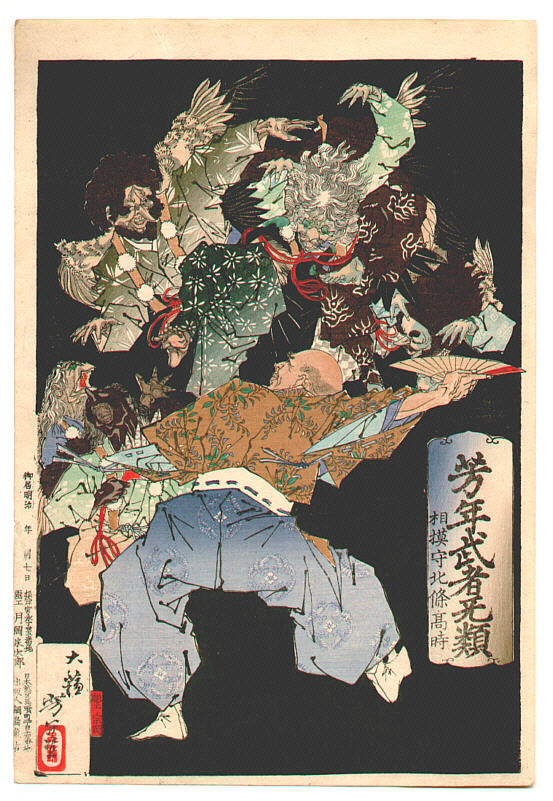
Hōjō Takatoki peleando con un grupo de tengu, por Yoshitoshi.

Takatoki se opuso a los intentos de restauración imperial del Emperador Go-Daigo pero fue derrotado por Nitta Yoshisada durante el asedio de Kamakura de 1333, donde decidió cometer seppuku.